# Actinote melampeplos
Actinote melampeplos är en fjärilsart som beskrevs av Frederick DuCane Godman och Osbert Salvin 1881. Actinote melampeplos ingår i släktet Actinote och familjen praktfjärilar. Inga underarter finns listade i Catalogue of Life.